# Eugoa aequalis
Eugoa aequalis là một loài bướm đêm thuộc phân họ Arctiinae, họ Erebidae.